# Igrejas Reformadas na África do Sul
As Igrejas Reformadas na África do Sul (em inglês Reformed Churches in South Africa e Africâner: Gereformeerde Kerke in Suid-Afrika) formam uma denominação Reformada na África do Sul que foi formada no ano de 1859, em Rustenburg. Os membros da denominação são muitas vezes referidos como Doppers.

## História

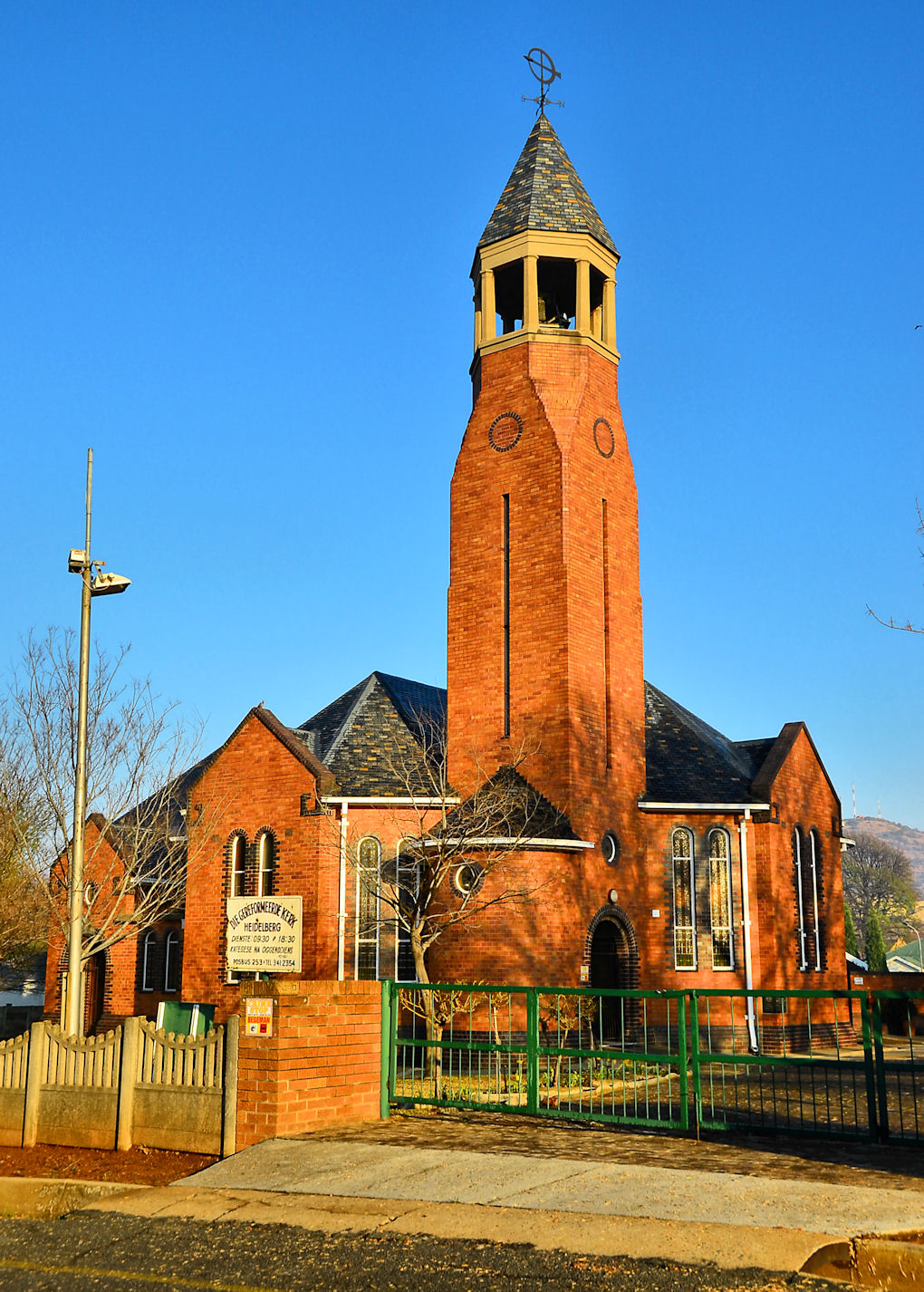
Igreja Reformada Heidelberg, na África do Sul.

A histórias das Igrejas Reformadas está ligada a Reforma Protestante do Século XVI. 
No início do século XIX um novo hinário foi introduzido na Igreja Reformada Neerlandesa, que foi implementado na Igreja Reformada Neerlandesa, no Cabo. Muitas das novas canções  foram vistas como uma contradição aos ensinamentos dos três confissões aceites no Sínodo de Dort, que estabeleceu em 1619 os três Padrões da Unidade como doutrina da igreja (o Catecismo de Heidelberg, a Confissão Belga e os Cânones de Dort). 
Alguns dos membros da igreja não aceitaram o ensinamento do novo hinário, recusando-se a cantar os hinos, de forma que eles foram ameaçados de excomunhão.
Os principais fundadores da denominação foram particularmente concentrados nas imediações de Rustenburg. Em 1859, 15 membros decidiram separar-se da Igreja Reformada Neerlandesa. Estes 15 membros fizeram uma reunião em 10 de fevereiro de 1859 convocada em Rustenburg. Nesta reunião, 300 pessoas se inscreveram como membros das Igrejas Reformadas na África do Sul. 
As IRAS fundaram um seminário para estudos teológicos, bem como para a formação de professores em Burgersdorp no Cabo Oriental. Ele foi transferido para Potchefstroom no início do século XX, onde se tornou o Colégio e Universidade Cristã Potchefstroom para Ensino Superior, agora na Universidade Noroeste. Uma das faculdades é o seminário de treinamento de seus ministros.
Em janeiro de 2022, a denominação estimou ser formada por 382 igrejas e congregações e 76.812 membros.

## As Igrejas Reformadas na África do Sul no Século XXI
O nome oficial do corpo da igreja hoje é Die Gereformeerde Kerke in Suid-Afrika (GKSA) (Africâner). Em português Igrejas Reformadas na África do Sul (IRAS). Elas tem 388 congregações, ministrando a pessoas em todas as 11 línguas oficiais na África do Sul, Zimbabwe, Namíbia e Lesoto. 
O Sínodo Geral da denominação se reúne a cada três anos em Potchefstroom. 
As Igrejas Reformadas na África do Sul hoje usam apenas hinos da Bíblia: os Salmos e outros hinos baseados em passagens bíblicas. 
O hinário da igreja possui ainda: 
- Três Formas de Unidade, que consistem na Confissão Belga, o Catecismo de Heidelberg e os Cânones de Dort.
- As formas litúrgicas para o batismo de crianças, confissão pública de fé, o batismo de adultos, a santa comunhão, a confirmação de presbíteros e diáconos, confirmação de ministros, e da cerimônia de casamento.
- A Ordem da Igreja.
- Uma série de orações.

## Doutrina
A denominação subscreve o Credo dos Apóstolos, Credo de Atanásio, Credo Niceno, Confissão Belga, o Catecismo de Heidelberg e os Cânones de Dort.
A denominação se opõe a ordenação de mulheres, permitindo aa ordenação apenas de homens.

## Missões
As Igrejas Reformadas na África do Sul tem um número crescente de congregações locais. A denominação tem plantado igrejas no Botswana, Moçambique e igrejas que apoiam missionários no Burundi. A Igreja Reformada em Rustenburg tem acordo com Igreja Presbiteriana na Coréia (Koshin) para apoio ao evangelismo, e o estabelecimento de novas igrejas multiculturais na área de Rustenburg.  
A denominação coopera com a Igreja Presbiteriana do Brasil em missões na Angola e Moçambique, com quem possui contatos ecumênicos. Também está envolvido em uma plantação de uma Igreja Reformada em Hanói, no Vietnã. 
Através de filiação a  Fraternidade Reformada Mundial, as Igrejas Reformadas na África do Sul colaboraram para projetos da Fraternidade, por exemplo, no Instituto Internacional de Estudos Islâmicos. 

## Relações Inter eclesiasticas
As Igrejas Reformadas na África do Sul são membros da  Conferência Internacional das Igrejas Reformadas e Fraternidade Reformada Mundial, e tem relações fraternais com:
- Igrejas Cristãs Reformadas na Holanda
- Igrejas Reformadas Liberadas
- Congregações Reformadas Neerlandesas
- Igrejas Reformadas em Botswana
- Igreja Reformada Unida no Congo
- Igreja Cristã Reformada na América do Norte
- Igreja Presbiteriana Ortodoxa
- Igrejas Cristãs Reformadas da Austrália
- Igreja Livre da Escócia
- Igrejas Reformadas da Nova Zelândia
- Igreja Presbiteriana na Coréia (Koshin)
- Igreja Reformada no Japão